# محمدآباد علیا (جیرفت)
محمدآباد علیا روستایی در دهستان اسماعیلی بخش اسماعیلی شهرستان جیرفت استان کرمان ایران است.

## جمعیت
بر پایه سرشماری عمومی نفوس و مسکن در سال ۱۳۹۵ جمعیت این مکان ۲۲۴ نفر (۷۲خانوار) بوده‌است.